# 八幡神社 (南アルプス市上宮地)

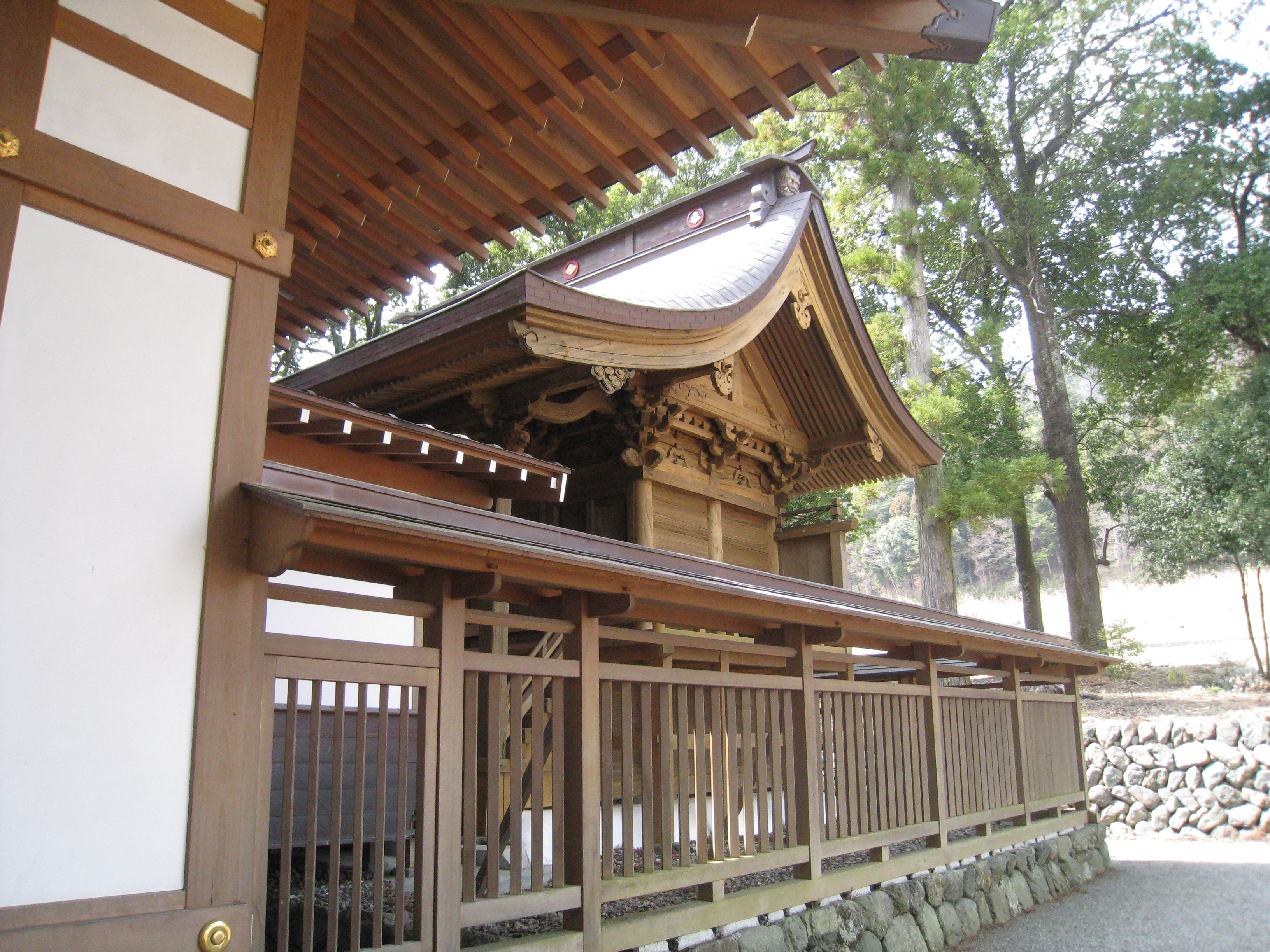
本殿

八幡神社（はちまんじんじゃ）は、山梨県南アルプス市上宮地にある神社である。

## 歴史
所在する南アルプス市上宮地は櫛形山東麓の一之瀬台地の末端に位置し、八幡神社は高台の田畑の中に鎮座している。周囲は見晴らしが良く当社からも甲府盆地や富士山が一望できる。境内の拝殿、本殿は新しく、近年建て替えられたものである。北に塩沢川、南には深沢川が流れる。東には南北に山梨県道110号桃園市之瀬線が通過する。付近には曹洞宗寺院の伝嗣院や死霊八幡霊神がある。
創建年代は正確には分かってはいないが、『甲斐国志』や『中巨摩郡志』には拠れば、平安時代後期に甲斐源氏の一族である小笠原長清が宇佐八幡宮を勧請するとあり、また『甲斐国社記・寺記』には「鎮座の儀は判らないが小笠原信濃守長清勧請す」とある。
上宮地の南東には小笠原・山寺を挟んで富士川街道が南北に通過する下宮地地区がある。上宮地・下宮地を含めた一帯は中世には「宮地」と総称された地域で、『甲斐国志』によれば「宮地」の地名は下宮地に存在する三輪神社（現在の神部神社）に由来するという。江戸時代には八幡神社の下宮地の美和神社の間で御幸が行われ、甲府盆地東部の大御幸（東御幸）に対して西幸と称された。
1544年（天文13年）、寛永15年（1638年）の造営の棟札が残っている。また嘉永年間（1848年-1854年）には三輪神社の山宮であった伝嗣院より三輪山宮社を遷座した。

## 祭神
- 誉田別命（応神天皇）
- 大物主神